# Reichling
Ne doit pas être confondu avec Richeling.
Reichling est une commune de Bavière (Allemagne), située dans l'arrondissement de Landsberg am Lech, dans le district de Haute-Bavière.